# Lancer du javelot masculin aux Jeux olympiques d'été de 2016
 (avril 2025).
Pour un article plus général, voir Athlétisme aux Jeux olympiques d'été de 2016.
Navigation
Londres 2012 Tokyo 2020
L'épreuve du lancer du javelot masculin aux Jeux olympiques de 2016 se déroule les 17 et 20 août 2016 au Stade olympique de Rio de Janeiro, au Brésil. Elle est remportée par l'Allemand Thomas Röhler avec la marque de 90,30 m.

## Résultats

### Finale
| Rang               | Athlète          | Pays               | Essais | Essais | Essais | Essais | Essais | Essais | Marque | Notes |
| Rang               | Athlète          | Pays               | 1      | 2      | 3      | 4      | 5      | 6      | Marque | Notes |
| ------------------ | ---------------- | ------------------ | ------ | ------ | ------ | ------ | ------ | ------ | ------ | ----- |
| Médaille d'or      | Thomas Röhler    | Allemagne          | 87.40  | 85.61  | 87.07  | 84.84  | 90.30  | x      | 90.30  |       |
| Médaille d'argent  | Julius Yego      | Kenya              | 88.24  | x      | –      | x      | r*     | r*     | 88.24  | SB    |
| Médaille de bronze | Keshorn Walcott  | Trinité-et-Tobago  | 83.45  | 85.38  | 83.38  | 80.33  | x      | x      | 85.38  |       |
| 4                  | Johannes Vetter  | Allemagne          | 85.32  | x      | 82.54  | x      | 83.61  | 81.74  | 85.32  |       |
| 5                  | Dmytro Kosynskyy | Ukraine            | 82.51  | 83.95  | 83.64  | 81.61  | 81.21  | x      | 83.95  | PB    |
| 6                  | Antti Ruuskanen  | Finlande           | x      | 77.81  | 83.05  | x      | x      | 80.00  | 83.05  |       |
| 7                  | Vítězslav Veselý | République tchèque | 78.20  | 82.51  | x      | x      | x      | 78.63  | 82.51  |       |
| 8                  | Jakub Vadlejch   | République tchèque | 80.02  | 82.42  | 81.59  | 80.32  | x      | x      | 82.42  |       |
| 9                  | Julian Weber     | Allemagne          | 80.29  | 80.13  | 81.36  |        |        |        | 81.36  |       |
| 10                 | Braian Toledo    | Argentine          | 77.89  | 79.51  | 79.81  |        |        |        | 79.81  |       |
| 11                 | Ryõhei Arai      | Japon              | 77.98  | 79.47  | 72.49  |        |        |        | 79.47  |       |
| 12                 | Petr Frydrych    | République tchèque | 76.15  | 76.79  | 79.12  |        |        |        | 79.12  |       |

### Qualifications
- Qualification : 83,00 m (Q) ou les 12 meilleurs lancers (q).

| Rang | Groupe | Athlète                 | Pays               | 1     | 2     | 3     | Marque | Notes |
| ---- | ------ | ----------------------- | ------------------ | ----- | ----- | ----- | ------ | ----- |
| 1    | B      | Keshorn Walcott         | Trinité-et-Tobago  | 88.68 | -     | -     | 88.68  | Q SB  |
| 2    | B      | Johannes Vetter         | Allemagne          | 85.96 | -     | -     | 85.96  | Q     |
| 3    | A      | Julian Weber            | Allemagne          | 84.46 | -     | -     | 84.46  | Q     |
| 4    | B      | Ryohei Arai             | Japon              | 84.16 | -     | -     | 84.16  | Q     |
| 5    | B      | Petr Frydrych           | République tchèque | 78.57 | 80.17 | 83.60 | 83.60  | Q     |
| 6    | B      | Julius Yego             | Kenya              | 78.88 | x     | 83.55 | 83.55  | Q     |
| 7    | A      | Jakub Vadlejch          | République tchèque | 78.23 | 80.90 | 83.27 | 83.27  | Q     |
| 8    | A      | Dmytro Kosynskyy        | Ukraine            | 80.08 | 76.79 | 83.23 | 83.23  | Q SB  |
| 9    | A      | Thomas Röhler           | Allemagne          | 79.47 | 81.61 | 83.01 | 83.01  | Q     |
| 10   | B      | Vítězslav Veselý        | République tchèque | 81.32 | 81.32 | 82.85 | 82.85  | q     |
| 11   | B      | Antti Ruuskanen         | Finlande           | 82.20 | x     | x     | 82.20  | q     |
| 12   | A      | Braian Toledo           | Argentine          | 78.99 | 81.96 | 80.36 | 81.96  | q SB  |
| 13   | A      | Joshua Robinson         | Australie          | 78.87 | 80.84 | 76.78 | 80.84  |       |
| 14   | B      | Zigismunds Sirmais      | Lettonie           | 76.87 | 80.65 | 75.95 | 80.65  |       |
| 15   | A      | Marcin Krukowski        | Pologne            | x     | 78.06 | 80.62 | 80.62  |       |
| 16   | A      | Kim Amb                 | Suède              | 77.91 | 78.75 | 80.49 | 80.49  |       |
| 17   | B      | Júlio César de Oliveira | Brésil             | 79.33 | 80.49 | 80.29 | 80.49  |       |
| 18   | B      | Tanel Laanmäe           | Estonie            | 80.45 | 78.78 | 79.24 | 80.45  |       |
| 19   | B      | John Ampomah            | Ghana              | 79.09 | 80.39 | 78.90 | 80.39  |       |
| 20   | A      | Cyrus Hostetler         | États-Unis         | 76.48 | 78.69 | 79.76 | 79.76  |       |
| 21   | A      | Tero Pitkämäki          | Finlande           | 77.91 | 78.58 | 79.56 | 79.56  |       |
| 22   | A      | Risto Mätas             | Estonie            | 76.23 | 79.26 | 79.40 | 79.40  |       |
| 23   | A      | Magnus Kirt             | Estonie            | x     | 77.60 | 79.33 | 79.33  |       |
| 24   | A      | Rocco van Rooyen        | Afrique du Sud     | x     | 71.05 | 78.48 | 78.48  | SB    |
| 25   | B      | Hamish Peacock          | Australie          | 77.91 | 76.22 | 76.40 | 77.91  |       |
| 26   | B      | Ivan Zaytsev            | Ouzbékistan        | 73.49 | 72.92 | 77.83 | 77.83  |       |
| 27   | A      | Rolands Štrobinders     | Lettonie           | 76.76 | x     | 77.73 | 77.73  |       |
| 28   | B      | Ari Mannio              | Finlande           | 77.14 | 76.77 | 77.73 | 77.73  |       |
| 29   | A      | Stuart Farquhar         | Nouvelle-Zélande   | 74.24 | 77.32 | 74.38 | 77.32  |       |
| 30   | A      | Ahmed Bader Magour      | Qatar              | x     | 77.19 | x     | 77.19  |       |
| 31   | B      | Łukasz Grzeszczuk       | Pologne            | 76.31 | 76.52 | 76.14 | 76.52  |       |
| 32   | A      | Leslie Copeland         | Fidji              | 76.04 | 75.68 | x     | 76.04  |       |
| 33   | B      | Huang Shih-Feng         | Taipei chinois     | 74.33 | x     | x     | 74.33  |       |
| 34   | B      | Sam Crouser             | États-Unis         | 73.78 | 73.66 | x     | 73.78  |       |
| 35   | B      | Sean Furey              | États-Unis         | 69.40 | 72.61 | 71.35 | 72.61  |       |
| 36   | A      | RM Sumeda Ranasinghe    | Sri Lanka          | 69.62 | 71.93 | x     | 71.93  |       |
| —    | A      | Bobur Shokirjonov       | Ouzbékistan        | x     | x     | x     | NM     |       |

## Légende
Records et Performances
- AR : Record continental (area record)
- CR : Record des championnats (championship record)
- MR : Record du meeting (meet record)
- NR : Record national (national record)
- OR : Record olympique (olympic record)
- PR : Record paralympique (paralympic record)
- PB : Record personnel (personal best)
- SB : Meilleure performance personnelle de la saison (season's best)
- WL : Meilleure performance mondiale de l'année (world leader)
- WJR : Record du monde junior (world junior record)
- WR : Record du monde (world record)

Circonstances et Conditions
- DNF : N'a pas terminé (did not finish)
- DNS : N'a pas pris le départ (did not start)
- DQ : Disqualification (disqualification)
- NM : Aucun essai valable enregistré (No Mark)
- Q : Qualifié « directement » au prochain tour (ou à la prochaine compétition), lors d'une compétition majeure, grâce au classement ou à la réalisation des minima (automatic qualifier)
- q : Qualifié au prochain tour (ou à la prochaine compétition), lors d'une compétition majeure, grâce au repêchage ou à la réalisation de l'une des meilleures performances parmi celles des « non qualifiés directement » (grâce au meilleur temps ou à la meilleure distance par exemple) (secondary qualifier)